# Agenci T.A.R.C.Z.Y. (sezon 6)
Szósty sezon amerykańskiego serialu Agenci T.A.R.C.Z.Y. opowiada dalszą historię agentach i sojusznikach organizacji T.A.R.C.Z.A., którzy próbują uratować planetę po śmierci agenta Phila Coulsona.
Showrunnerami sezonu byli Jed Whedon, Maurissa Tancharoen i Jeffrey Bell. Wyprodukowany został przez ABC Studios, Marvel Television i Mutant Enemy Productions. W głównych rolach wystąpili: Clark Gregg, Ming-Na Wen, Chloe Bennet, Iain De Caestecker, Elizabeth Henstridge, Henry Simmons, Natalia Cordova-Buckley i Jeff Ward.
Emisja, składającego się z 13. odcinków sezonu, rozpoczęła się 10 maja 2019 roku na antenie amerykańskiej stacji telewizyjnej ABC. W Polsce sezon dostępny jest od 14 czerwca 2022 roku na Disney+. 16 listopada 2018 roku, jeszcze przed emisją szóstego sezonu, stacja poinformowała o zamówieniu siódmej serii serialu.

## Obsada
| - Clark Gregg jako Phil Coulson i Sarge - Ming-Na Wen jako Melinda May - Chloe Bennet jako Daisy Johnson / Quake - Iain De Caestecker jako Leo Fitz - Elizabeth Henstridge jako Jemma Simmons - Henry Simmons jako Mack MacKenzie - Natalia Cordova-Buckley jako Elena „Yo–Yo” Rodriguez - Jeff Ward jako Deke Shaw | - Maximilian Osinski jako Davis - Briana Venskus jako Piper - Joel Stoffer jako Enoch - Matthew Law jako Julian - Brooke Williams jako Snowflake - Winston James Francis jako Jaco - Matt O’Leary jako Pax - Barry Shabaka Henley jako Marcus Benson - TJ Alvarado jako Toad - Scott Kruse jako Boyle - Christopher James Baker jako Malachi - Shainu Bala jako Trevor Khan - Karolina Wydra jako Izel - Coy Stewart jako Flint |

## Emisja
Emisja, składającego się z 13. odcinków sezonu, rozpoczęła się 10 maja 2019 roku na antenie amerykańskiej stacji telewizyjnej ABC. W Polsce został udostępniony 14 czerwca 2022 roku na Disney+.

## Lista odcinków
| №   | Nr | Tytuł                                                                    | Reżyseria            | Scenariusz                     | Premiera (ABC)  | Premiera w Polsce (Disney+) |
| --- | -- | ------------------------------------------------------------------------ | -------------------- | ------------------------------ | --------------- | --------------------------- |
| 111 | 1  | Brakujące elementy układanki Missing Pieces                              | Clark Gregg          | Jed Whedon Maurissa Tancharoen | 10 maja 2019    | 14 czerwca 2022             |
| 112 | 2  | Okazje Window of Opportunity                                             | Kevin Tancharoen     | James C. Oliver Sharla Oliver  | 17 maja 2019    | 14 czerwca 2022             |
| 113 | 3  | Lęk i odraza na plancie Kitson Fear and Loathing on the Planet of Kitson | Jesse Bochco         | Brent Fletcher Craig Titley    | 24 maja 2019    | 14 czerwca 2022             |
| 114 | 4  | Kod żółty Code Yellow                                                    | Mark Kolpack         | Nora Zuckerman Lilia Zuckerman | 31 maja 2019    | 14 czerwca 2022             |
| 115 | 5  | To drugie The Other Thing                                                | Lou Diamond Phillips | George Kitson                  | 14 czerwca 2019 | 14 czerwca 2022             |
| 116 | 6  | Nie ma ucieczki Inescapable                                              | Jesse Bochco         | DJ Doyle                       | 21 czerwca 2019 | 14 czerwca 2022             |
| 117 | 7  | A nie mówiłem? Toldja                                                    | Keith Potter         | Mark Leitner                   | 28 czerwca 2019 | 14 czerwca 2022             |
| 118 | 8  | Na zderzenie, część 1 Collision Course (Part I)                          | Kristin Windell      | Jeffrey Bell Craig Titley      | 5 lipca 2019    | 14 czerwca 2022             |
| 119 | 9  | Na zderzenie, część 2 Collision Course (Part II)                         | Sarah Boyd           | Iden Baghdadchi                | 12 lipca 2019   | 14 czerwca 2022             |
| 120 | 10 | Przeskok Leap                                                            | Garry Brown          | Drew Greenberg                 | 19 lipca 2019   | 14 czerwca 2022             |
| 121 | 11 | Z popiołów From the Ashes                                                | Jennifer Phang       | James C. Oliver Sharla Oliver  | 26 lipca 2019   | 14 czerwca 2022             |
| 122 | 12 | Znak The Sign                                                            | Nina Lopez-Corrado   | Nora Zuckerman Lilia Zuckerman | 2 sierpnia 2019 | 14 czerwca 2022             |
| 123 | 13 | Nowe życie New Life                                                      | Kevin Tancharoen     | Brent Fletcher Jed Whedon      | 2 sierpnia 2019 | 14 czerwca 2022             |

## Produkcja

### Rozwój projektu
14 maja 2018 roku poinformowano, że stacja zamówiła szósty sezon, który w przeciwieństwie do poprzednich skrócony został do 13. odcinków. Również w przeciwieństwie do poprzednich sezonów zmieniono emisję serialu na lato.
Dzięki temu, że serial otrzymał siódmy sezon, jeszcze w trakcie zdjęć do szóstego, pozwoliło to na zakończeniu sezonu cliffhangerem, który ma być wyjaśniony w kolejnym sezonie. Showrunnerzy uznali również, że mniejsza liczba odcinków, nie wymusza na nich dzielenia sezonu na moduły, tylko pozwala na zamknięcie całej historii w jednym sezonie. Sekwencje w kosmosie rozwijają wątek Konfederacji rozpoczęty w piątym sezonie. Natomiast na Ziemi agenci zmagają się z anomaliami i odbudową T.A.R.C.Z.Y. po śmierci Coulsona pod nowym dowództwem Macka.
Whitney Galitz, która zajmuje się kostiumami, postanowiła zmienić wygląd Quake inspirując się tym, jaki został pokazany w filmie animowanym Marvel Rising: Secret Warriors.

### Casting
Po finale piątego sezonu, kiedy zasugerowano śmierć Phila Coulsona, odtwarzający jego postać Clark Gregg poinformował, że jest zainteresowanie ze strony twórców, aby pojawił się on w kolejnym sezonie. Aktor przyznał, że nie wie na czym miałaby polegać jego rola. W lipcu 2018 roku potwierdzono, że swoje role z poprzednich sezonów powtórzą Ming-Na Wen jako Melinda May, Chloe Bennet jako Daisy Johnson, Elizabeth Henstridge jako Jemma Simmons, Iain De Caestecker jako Leo Fitz, Henry Simmons jako Alphonso „Mack” MacKenzie i Natalia Cordova-Buckley jako Elena „Yo–Yo” Rodriguez oraz Jeff Ward jako Deke Shaw, który został awansowany do głównej obsady serialu. W grudniu potwierdzono, że postać Colusona zmarła między wydarzeniami piątego a szóstego sezonu. Pod koniec stycznia 2019 roku ujawniono, że Gregg zagra nową postać, później poinformowano, że będzie on nosić imię Sarge. Później ujawniono, że powróci on w głównej obsadzie serialu, jak i również że będzie on grał ponownie Phila Coulsona jako hologram.
W 2019 roku ujawniono, że powrócą również: Maximilian Osinski jako Davis, Briana Venskus jako Piper i Joel Stoffer jako Enoch. Pod koniec kwietnia tego roku poinformowano, że w drugoplanowych rolach zostali obsadzeni Barry Shabaka Henley jako Marcus Benson, Christopher James Baker jako Malachi i Karolina Wydra jako Izel.

### Zdjęcia
Zdjęcia do sezonu rozpoczęły się 16 lipca 2018 roku w Culver City w Kalifornii. Clark Gregg odpowiadał za reżyserię pierwszego odcinka. Kręcenie sezonu zakończono 18 grudnia tego samego roku.

### Powiązania z MCU
Jeph Loeb, szef Marvel Television oraz showrunnerzy serialu nie byli świadomi wydarzeń Avengers: Koniec gry, ani pięcioletniego skoku czasowego w filmie, jak i kiedy dokładnie sezon zadebiutuje, dlatego postanowili nie nawiązywać do poprzedniego filmu Avengers: Wojna bez granic, gdzie wyginęła połowa ludzkości. Tim Baysinger z The Wrap zasugerował, że podróże w czasie w sezonie piątym serialu umieściły go w alternatywnej linii czasowej w stosunku do głównej linii przedstawionej w filmach.

## Marketing
Wen, Bennet, Henstridge, De Caestecker, Simmons, Cordova-Buckley i Ward pojawili się na San Diego Comic-Conie w lipcu 2018 roku. Pod koniec stycznia 2019 zaprezentowano teaser sezonu, gdzie ujawniono nową rolę Gregga. 30 marca obsada pojawiła się na WonderConie, gdzie pokazano publiczności na panelu pierwszy odcinek sezonu. Ostateczny zwiastun został zaprezentowany na początku maja.